# Dory Funk Jr.
Dorrance Funk Jr. (Amarillo, 3 februari 1941), beter bekend als Dory Funk Jr., is een Amerikaans voormalig professioneel worstelaar en worsteltrainer.
Funk jr. is de zoon van Dory Funk en de broer van Terry Funk.

## In worstelen
- Aanval en kenmerkende bewegingen
  - Cloverleaf - Innovated
  - Piledriver
  - Spinning toe hold
  - Delayed
  - European uppercut
  - Russian legsweep

- Managers
  - Jimmy Hart
  - Gary Hart

- Worstelaars getraind door Dory Funk Jr.
  - Jumbo Tsuruta
  - Stan Hansen
  - Bob Backlund
  - Ted DiBiase
  - Andrew Martin
  - Christian Cage
  - Kurt Angle
  - Edge
  - Genichiro Tenryu
  - Paul London
  - Matt Hardy
  - Jeff Hardy
  - Mickie James
  - Lita
  - Teddy Hart
  - Osamu Nishimura
  - Sterling James Keenan

## Prestaties
- All Japan Pro Wrestling
  - NWA International Heavyweight Championship (2 keer)
  - World's Strongest Tag Team League (1977, 1979, 1982; 3 keer met Terry Funk)

- Cauliflower Alley Club
  - Other honoree (1998)

- Championship Wrestling from Florida
  - NWA Florida Heavyweight Championship (4 keer)
  - NWA Florida Tag Team Championship (1 keer met Terry Funk)
  - NWA Florida Television Championship (2 keer)
  - NWA International Heavyweight Championship (1 keer)
  - NWA North American Tag Team Championship (Florida version) (2 keer; 1 keer met Terry Funk en 1 keer met David Von Erich)
  - NWA World Heavyweight Championship (1 keer)

- Continental Wrestling Association
  - CWA World Heavyweight Championship (1 keer)

- Funking Conservatory
  - FC Tag Team Championship (1 keer)

- Georgia Championship Wrestling
  - NWA Georgia Tag Team Championship (1 keer met Terry Funk)

- Mid-Atlantic Championship Wrestling
  - NWA Mid-Atlantic Heavyweight Championship (2 keer)

- National Wrestling Alliance
  - NWA Hall of Fame (Class of 2006)

- NWA Hollywood Wrestling
  - NWA Americas Heavyweight Championship (1 keer)
  - NWA International Tag Team Championship (3 keer met Terry Funk)
  - NWA World Tag Team Championship (Los Angeles Version) (1 keer met Terry Funk)

- NWA Western States Sports
  - NWA Amarillo Brass Knuckles Championship (2 keer)
  - NWA Amarillo Tag Team Championship (2 keer met Terry Funk)
  - NWA International Tag Team Championship (2 keer met Terry Funk)
  - NWA North American Heavyweight Championship (Amarillo version) (1 keer)
  - NWA Western States Tag Team Championship (6 keer; 1 keer met Ricky Romero en 5 keer met Larry Lane)
  - NWA World Tag Team Championship (Texas Version) (2 keer met Terry Funk)

- New England Wrestling Alliance
  - NEWA North American Heavyweight Championship (1 keer)

- Pro Wrestling Illustrated
  - PWI Match of the Year (1973) vs. Harley Race op 24 mei
  - PWI of the Year (1974) vs. Jack Brisco op 27 januari

- Professional Wrestling Hall of Fame and Museum
  - (Class of 2005)

- Southwest Championship Wrestling
  - SCW World Tag Team Championship (1 keer met Terry Funk)

- St. Louis Wrestling Club
  - NWA Missouri Heavyweight Championship (1 keer)

- Stampede Wrestling
  - NWA International Tag Team Championship (Calgary version) (1 keer met Larry Lane)
  - Stampede Wrestling Hall of Fame

- World Wrestling Council
  - WWC Puerto Rico Heavyweight Championship (1 keer)
  - WWC Universal Heavyweight Championship (1 keer)
  - WWC World Tag Team Championship (1 keer met Terry Funk)

- World Wrestling Entertainment
  - WWE Hall of Fame (Class of 2009)

- Wrestling Observer Newsletter awards
  - 5 Star Match (1984) with Terry Funk vs. Bruiser Brody and Stan Hansen on December 8
  - Wrestling Observer Newsletter Hall of Fame (Class of 1996)

- Andere titels
  - New York Heavyweight Championship (1 keer)